# رزق‌الله حنین
رزق‌الله حنین (انگلیسی: Riskalla Henain؛ زادهٔ ۱۹۰۳) بازیکن فوتبال اهل مصر است.
وی همچنین در تیم ملی فوتبال مصر بازی کرده‌است.